# Isola Polvese
L'isola Polvese è la più grande delle tre presenti nel lago Trasimeno, in Umbria. Adibita a parco scientifico-didattico, è di proprietà della provincia di Perugia.

## Geografia
L'isola Polvese ha un'estensione di 69,6 ettari. La costa si trova a 258 m s.l.m., mentre la sommità raggiunge i 313,4 m; nella parte orientale e meridionale è presente una vasta zona umida con canneti che danno rifugio a varie specie di uccelli ed anfibi. Nella zona settentrionale si trova un piccolo bosco (11 ha), prevalentemente popolato dai lecci e roverelle. L'isola è abitata in maniera saltuaria solo da un paio di famiglie.
Amministrativamente l'isola è una frazione del comune di Castiglione del Lago e nel 1995 è stata dichiarata dalla provincia parco scientifico-didattico nell'ambito del Parco regionale del Trasimeno. È dotata di un molo usato dal servizio di traghetti, soprattutto verso la vicina San Feliciano. 

## Storia

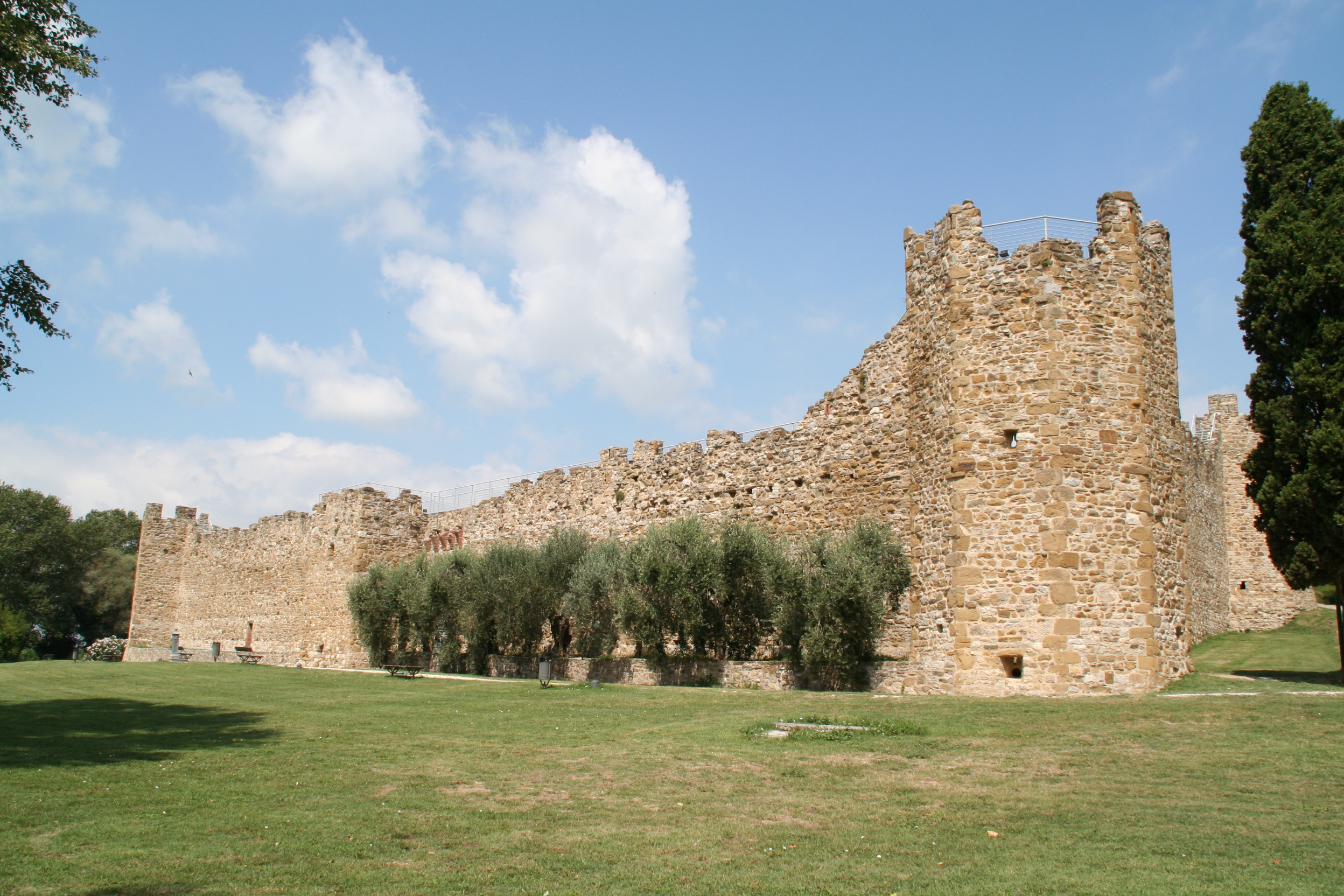
Il castello medievale

Il nome dell'isola deriva probabilmente dal termine polvento, zona sottovento. Il territorio è stato sicuramente occupato dai Romani, in quanto sono visibili alcuni resti di opus reticulatum.
Nell'817 l'isola è nominata in un documento ufficiale, nel quale Ludovico il Pio concede al papa Pasquale I la città di Perugia ed il lago Trasimeno con le tre isole (Maggiore, Minore, Polvese).
Nel 1139, i polvesani decidono di affidarsi alla protezione di Perugia: a quel tempo l'economia dipendeva soprattutto dalla pesca e dalla coltivazione di piccoli appezzamenti, con un relativo benessere, visto che alla fine del XIII secolo vi abitavano 88 famiglie, per un totale di circa 500 persone.
Nel corso del XVII secolo la vitalità dell'isola comincia a declinare: dapprima, i monaci olivetani abbandonano il monastero nel quale erano insediati dal 1482. Nel 1643 truppe del granducato di Toscana occupano l'isola e arrecano danni notevoli a tutte le strutture.
Durante il XVIII secolo, solo poche decine di persone abitano ancora l'isola, che cade progressivamente in mano a proprietari privati. Nel 1959 venne acquistata dal milanese conte Giannino Citterio, che fece realizzare una villa ricavata dalle accurate ristrutturazioni di gran parte delle costruzioni esistenti. Nel 1973 l'isola diviene proprietà dell'amministrazione provinciale di Perugia.

## Economia
Prevalentemente basata sulla pesca nei secoli scorsi, ora l'isola vive soprattutto di turismo ambientale. Infatti, la presenza di una piccola spiaggia e di aree attrezzate per merende all'aperto, nonché un ristorante, richiamano durante il periodo estivo un gran numero di turisti. Dal 1995 il parco scientifico-didattico la promuove come laboratorio permanente per scuole e visitatori. Le attività di didattica e turismo ambientale sono svolte dal Centro di Esperienza Ambientale - Aula Verde di Isola Polvese riconosciuto dalla Regione Umbria e dalla Provincia di Perugia. 
Vi si svolgono anche attività di ricerca correlate alla storia, all'ambiente e alla conservazione di antiche varietà locali di specie vegetali.

## Monumenti e luoghi d'arte
- Chiesa di San Giuliano (XI secolo), piccola chiesa con una sola navata, affrescata internamente e contenente porzioni di opus reticulatum romano. Citata «nel 1059, si presenta nell'aspetto conferitole nel XIII-XIV secolo. La cinta difensiva che vi appoggia fa parte del castello: un ben conservato impianto, evoluto nel corso dei secoli, con torri angolari e un mastio interno».[3]

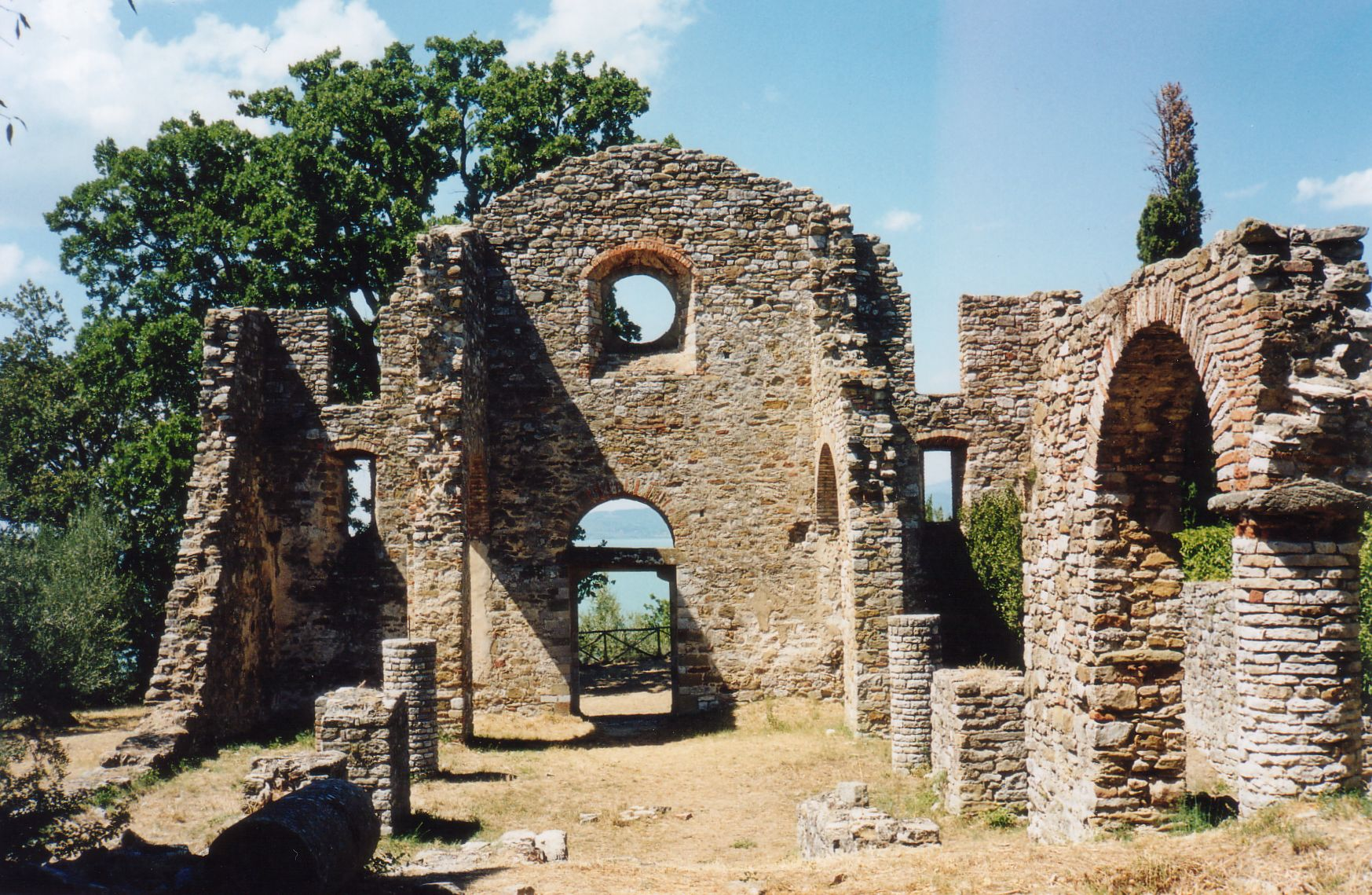
Le rovine del monastero olivetano di San Secondo.

- monastero di San Secondo (X secolo-XIV secolo), posto sulla sommità dell'isola. Rimangono oramai solo le mura esterne di questo complesso romanico a tre navate, con cripta e abside, originariamente occupato dai monaci olivetani. Il monastero, allo stato attuale, è in ristrutturazione, per cui non è possibile accedervi;[4]
- castello medievale (XIV secolo), di cui rimane la cinta muraria di forma pentagonale. Non era effettivamente una residenza, ma una fortezza-recinto, serviva soprattutto come struttura di rifugio per gli isolani, da usare in caso di necessità;
- piscina Porcinai (1960), rappresenta un esempio di recupero ambientale di una vecchia cava di arenaria. L'architetto Pietro Porcinai fu incaricato dai proprietari dell'isola, la famiglia Biagiotti, e il suo progetto si concretizzò in una piscina contornata da un giardino composto da piccole vasche, dette ninfei, in cui cresceva una ampia varietà di piante acquatiche. Particolari sono le sdraio per prendere il sole, ricavate da lastre inclinate di arenaria poste sul prato circostante.